# Copa do Nordeste de Futebol de 2023
A Copa do Nordeste de 2023 foi a 20.ª edição da competição de futebol realizada no Nordeste brasileiro, organizada pela Liga do Nordeste em parceria com a CBF.
Para esta edição, a fase preliminar do torneio foi encurtada, em razão das dificuldades de conseguir datas disponíveis para realização do torneio. O campeonato terá a participação de 28 equipes, sendo 12 classificadas diretamente para uma fase de grupos e 16 classificadas para uma etapa preliminar eliminatória que classifica 4 equipes para a fase de grupos. As equipes classificadas diretamente à fase de grupos serão os 9 campeões estaduais em 2022, juntamente com as equipes oriundas dos estados da Bahia, Ceará e Pernambuco mais bem posicionadas no Ranking Nacional dos Clubes 2022, excluídos os campeões estaduais nos respectivos estados. As equipes classificadas à fase preliminar serão definidas por 2 critérios, de acordo com a posição de cada federação no ranking da CBF, dos clubes em seus respectivos campeonatos estaduais e dos clubes no ranking da CBF.
O campeonato foi decidido entre Ceará (disputando a final pela 5ª vez) e Sport (disputando a final pela 7ª vez, sendo a 2ª de maneira consecutiva). Após placar agregado de 2x2 nos confrontos da final, o campeão foi definido nos pênaltis, onde o Ceará bateu o Sport por 4x2, conquistando o título pela 3ª vez em sua história. Com a conquista do campeonato, o Ceará ingressará diretamente na terceira fase da Copa do Brasil de 2024. O Sport, por sua vez, foi vice-campeão pela 2ª vez consecutiva e 4ª vez em sua história.

## Regulamento
A Copa do Nordeste se subdivide em dois torneios, segundos os regulamentos oficiais da CBF, a saber: um torneio eliminatório prévio, apelidado de "Pré-Copa do Nordeste" (oficialmente, Eliminatória Copa do Nordeste 2023), com 2 fases; e a Copa do Nordeste propriamente dita, esta disputada em 4 fases, a saber: Fase de Grupos, Quartas de Final, Semifinal e Final.

### Pré-Copa do Nordeste
Na primeira fase, as 16 equipes participantes foram dividas em 8 grupos de 2 equipes cada, com cada uma enfrentando a outra de seu grupo em jogo único, com mando da equipe melhor ranqueada. Em cada grupo, a equipe vencedora se classifica para a Segunda Fase, com os empates sendo resolvidos em disputa de pênaltis.
A definição dos confrontos foi feita com base nas posições das equipes no Ranking da CBF, em "cruzamento olímpico", do seguinte modo:
- Jogo 1 – 1º melhor ranqueado x 16º melhor ranqueado
- Jogo 2 – 8º melhor ranqueado x 9º melhor ranqueado
- Jogo 3 – 4º melhor ranqueado x 13º melhor ranqueado
- Jogo 4 – 5º melhor ranqueado x 12º melhor ranqueado
- Jogo 5 – 2º melhor ranqueado x 15º melhor ranqueado
- Jogo 6 – 7º melhor ranqueado x 10º melhor ranqueado
- Jogo 7 – 3º melhor ranqueado x 14º melhor ranqueado
- Jogo 8 – 6º melhor ranqueado x 11º melhor ranqueado

Na segunda fase, as 8 equipes classificadas da primeira fase foram divididas em 4 grupos de 2 equipes cada, com cada uma enfrentando a outra de seu grupo em jogo único, com mando da equipe melhor ranqueada. Em cada grupo, a equipe vencedora se classifica para a Copa do Nordeste propriamente dita, com os empates sendo resolvidos em disputa de pênaltis.
A definição dos confrontos foi feita com base em chaveamento pré-definido, a saber:
- Jogo 9 – Vencedor Jogo 1 x Vencedor Jogo 2
- Jogo 10 – Vencedor Jogo 3 x Vencedor Jogo 4
- Jogo 11 – Vencedor Jogo 5 x Vencedor Jogo 6
- Jogo 12 – Vencedor Jogo 7 x Vencedor Jogo 8

### Copa do Nordeste
Na fase de grupos, as 16 equipes participantes foram divididas em 2 grupos (denominados A e B) de 8 equipes cada. Cada equipe enfrenta as outras do outro grupo, em turno único, totalizando 8 rodadas. Ao final, as 4 equipes mais bem posicionadas em cada grupo se classificam para a fase seguinte.
Em caso de empate na pontuação final, o desempate é feito aplicando sucessivamente os seguintes critérios:
1. Maior número de vitórias;
2. Maior saldo de gols;
3. Maior número de gols pró;
4. Menor número de cartões vermelhos recebidos;
5. Menor número de cartões amarelos recebidos;
6. Sorteio.

Nas quartas de final, as 8 equipes classificadas foram divididas em 4 grupos de 2 equipes cada. Cada equipe enfrenta a outra do próprio grupo, em jogo único, com mando de campo para a equipe tenha terminado em 1º ou 2º lugar de seu grupo na fase anterior. Em cada grupo, o vencedor se classifica para a semifinal, com os empates sendo resolvidos em disputa de pênaltis.
A definição dos confrontos foi feita com base nas posições finais dos clubes na fase de grupos, do seguinte modo:
- Grupo C – 1º do Grupo A x 4º do Grupo A
- Grupo D – 2º do Grupo B x 3º do Grupo B
- Grupo E – 1º do Grupo B x 4º do Grupo B
- Grupo F – 2º do Grupo A x 3º do Grupo A

Na semifinal, as 4 equipes classificadas foram divididas em 2 grupos de 2 equipes cada. Cada equipe enfrenta a outra do próprio grupo, em jogo único, com mando de campo para a equipe de melhor campanha, considerando as partidas disputadas na fase de grupos e nas quartas de final. Em cada grupo, o vencedor se classifica para a final, com os empates sendo resolvidos em disputa de pênaltis.
A definição dos confrontos foi feita com base em chaveamento pré-definido, a saber:
- Grupo G – Vencedor Grupo C x Vencedor Grupo D
- Grupo H – Vencedor Grupo E x Vencedor Grupo F

Na final, as 2 equipes classificadas foram colocadas em grupo único. As equipes se enfrentam em duas partidas, com mando de campo da partida de volta para a equipe de melhor campanha, considerando as partidas disputadas na fase de grupos, quartas de final e semifinal. Ao final da partida de volta, a equipe com mais pontos somados nesta fase é considerada campeã do torneio.
Em caso de empate em pontos ganhos ao final da partida de volta, o desempate é feito aplicando sucessivamente os seguintes critérios:
1. Maior saldo de gols nesta fase;
2. Disputa de pênaltis.

## Vagas por federação
| Pos. | Pos. | Federações          | Pontos | Vagas  | Vagas    |
| Pos. | Pos. | Federações          | Pontos | Grupos | Pré-Copa |
| ---- | ---- | ------------------- | ------ | ------ | -------- |
| 1    | 7    | Ceará               | 25.595 | 2      | 2        |
| 2    | 9    | Bahia               | 21.529 | 2      | 2        |
| 3    | 10   | Pernambuco          | 16.738 | 2      | 2        |
| 4    | 11   | Alagoas             | 12.762 | 1      | 2        |
| 5    | 14   | Maranhão            | 7.809  | 1      | 2        |
| 6    | 15   | Rio Grande do Norte | 5.787  | 1      | 2        |
| 7    | 16   | Paraíba             | 5.456  | 1      | 2        |
| 8    | 17   | Sergipe             | 5.036  | 1      | 1        |
| 9    | 19   | Piauí               | 3.259  | 1      | 1        |

## Clubes participantes

### Classificados para a fase de grupos
Há 2 critérios para classificação direta à fase de grupos da Copa do Nordeste:
- Critério 1 (9 vagas): equipe campeã em cada um dos campeonatos estaduais de 2022 no Nordeste.
- Critério 2 (3 vagas): equipe mais bem posicionada no Ranking da CBF 2022 de cada uma das 3 melhores federações nordestinas no Ranking (Ceará, Bahia e Pernambuco), excluindo aquelas classificadas pelo critério 1 ou que não tenham disputado a primeira divisão estadual em 2022.

| UF                  | Equipe                 | Cidade         | Critério de Classificação | Ranking da CBF | Estádio          | Capacidade | Títulos                    |
| ------------------- | ---------------------- | -------------- | ------------------------- | -------------- | ---------------- | ---------- | -------------------------- |
| Alagoas             | CRB                    | Maceió         | Critério 1                | 28º            | Rei Pelé         | 17 126     | 0 (não possui)             |
| Bahia               | Atlético de Alagoinhas | Alagoinhas     | Critério 1                | 97º            | Carneirão        | 16 000     | 0 (não possui)             |
| Bahia               | Bahia                  | Salvador       | Critério 2                | 12º            | Arena Fonte Nova | 50 025     | 4 (2001, 2002, 2017, 2021) |
| Ceará               | Fortaleza              | Fortaleza      | Critério 1                | 11º            | Arena Castelão   | 63 903     | 2 (2019, 2022)             |
| Ceará               | Ceará                  | Fortaleza      | Critério 2                | 13º            | Arena Castelão   | 63 903     | 2 (2015, 2020)             |
| Maranhão            | Sampaio Corrêa         | São Luís       | Critério 1                | 32º            | Castelão         | 40 149     | 1 (2018)                   |
| Paraíba             | Campinense             | Campina Grande | Critério 1                | 72º            | Amigão           | 23 000     | 1 (2013)                   |
| Pernambuco          | Náutico                | Recife         | Critério 1                | 38º            | Aflitos          | 20 000     | 0 (não possui)             |
| Pernambuco          | Sport                  | Recife         | Critério 2                | 21º            | Ilha do Retiro   | 35 000     | 3 (1994, 2000, 2014)       |
| Piauí               | Fluminense-PI          | Teresina       | Critério 1                | –              | Albertão         | 52 296     | 0 (não possui)             |
| Rio Grande do Norte | ABC                    | Natal          | Critério 1                | 47º            | Frasqueirão      | 15 640     | 0 (não possui)             |
| Sergipe             | Sergipe                | Aracaju        | Critério 1                | 90º            | Batistão         | 15 575     | 0 (não possui)             |

### Classificados para a Pré-Copa do Nordeste
Há 2 critérios para classificação para a Pré-Copa do Nordeste:
- Critério 1 (9 vagas): equipe mais bem posicionada no Ranking da CBF 2022 de cada um dos estados do nordeste, excluindo aquelas classificadas para a fase de grupos ou que não tenham disputado a primeira divisão estadual em 2022.
- Critério 2 (7 vagas): equipe mais bem classificada em cada um dos campeonatos estaduais de 2022 das 7 melhores federações nordestinas no Ranking da CBF 2022 (todas exceto Sergipe e Piauí), excluindo aquelas classificadas para a fase de grupos ou pelo critério 1.

| UF                  | Equipe              | Cidade             | Critério de classificação | Ranking da CBF | Estádio             | Capacidade | Títulos                    |
| ------------------- | ------------------- | ------------------ | ------------------------- | -------------- | ------------------- | ---------- | -------------------------- |
| Alagoas             | CSA                 | Maceió             | Critério 1                | 30º            | Rei Pelé            | 17 126     | 0 (não possui)             |
| Alagoas             | ASA                 | Arapiraca          | Critério 2                | 91º            | Fumeirão            | 15 000     | 0 (não possui)             |
| Bahia               | Vitória             | Salvador           | Critério 1                | 25º            | Barradão            | 35 000     | 4 (1997, 1999, 2003, 2010) |
| Bahia               | Jacuipense          | Riachão do Jacuípe | Critério 2                | 65º            | Valfredão           | 5 000      | 0 (não possui)             |
| Ceará               | Ferroviário         | Fortaleza          | Critério 1                | 52º            | Arena Castelão      | 63 903     | 0 (não possui)             |
| Ceará               | Caucaia             | Caucaia            | Critério 2                | 140º           | Raimundão           | 4 000      | 0 (não possui)             |
| Maranhão            | Moto Club           | São Luís           | Critério 1                | 74º            | Castelão            | 40 149     | 0 (não possui)             |
| Maranhão            | Cordino             | Barra do Corda     | Critério 2                | 181º           | Leandrão            | 1 400      | 0 (não possui)             |
| Paraíba             | Botafogo-PB         | João Pessoa        | Critério 1                | 51º            | Almeidão            | 25 770     | 0 (não possui)             |
| Paraíba             | Sousa               | Sousa              | Critério 2                | 143º           | Marizão             | 12 400     | 0 (não possui)             |
| Pernambuco          | Santa Cruz          | Recife             | Critério 1                | 46º            | Arruda              | 60 044     | 1 (2016)                   |
| Pernambuco          | Retrô               | Camaragibe         | Critério 2                | 114º           | Arena de Pernambuco | 45 010     | 0 (não possui)             |
| Piauí               | Altos               | Altos              | Critério 1                | 66º            | Albertão            | 52 216     | 0 (não possui)             |
| Rio Grande do Norte | América de Natal    | Natal              | Critério 1                | 61º            | Arena das Dunas     | 32 000     | 1 (1998)                   |
| Rio Grande do Norte | Potiguar de Mossoró | Mossoró            | Critério 2                | 157º           | Nogueirão           | 5 000      | 0 (não possui)             |
| Sergipe             | Confiança           | Aracaju            | Critério 1                | 44º            | Batistão            | 15 575     | 0 (não possui)             |

## Pré-Copa do Nordeste

### Primeira fase
Em itálico, as equipes que possuem o mando de campo no confronto e em negrito as equipes classificadas.
| Equipe 1         | Resultado   | Equipe 2            |
| ---------------- | ----------- | ------------------- |
| Vitória          | 2–1         | Cordino             |
| CSA              | 2–1         | Potiguar de Mossoró |
| Confiança        | 1–0         | Sousa               |
| Santa Cruz       | 2–0         | Caucaia             |
| Botafogo-PB      | 0–0 (3−1 p) | Retrô               |
| Ferroviário      | 1–1 (4−3 p) | ASA                 |
| América de Natal | 5–0         | Moto Club           |
| Jacuipense       | 4–1         | Altos               |

### Segunda fase
Em itálico, as equipes que possuem o mando de campo no confronto e em negrito as equipes classificadas.| Equipe 1   | Resultado   | Equipe 2         |
| ---------- | ----------- | ---------------- |
| Vitória    | 1–0         | Jacuipense       |
| CSA        | 0–0 (5−4 p) | América de Natal |
| Confiança  | 0–0 (4−5 p) | Ferroviário      |
| Santa Cruz | 2–1         | Botafogo-PB      |

## Fase de grupos

### Sorteio
O sorteio da fase de grupos foi realizado em 21 de novembro de 2022. Para o sorteio, as 12 equipes classificadas diretamente para a fase de grupos foram divididas em 3 potes, de acordo com a posição no Ranking da CBF. No pote 1, foram alocados os clubes ranqueados nas 4 melhores posições, no pote 2, os clubes ranqueados da 5ª a 8ª posições e no pote 3, os clubes ranqueados da 9ª a 12ª posições. As equipes serão sorteadas um pote de cada vez, alocando-se as equipes sorteadas em cada um dos dois grupos de forma alternada, com a restrição de que as duas equipes melhor ranqueadas de uma mesma federação devem, necessariamente, ser alocadas em grupos diferentes.
Ao serem definidos os classificados da fase eliminatória, estes foram alocados nos grupos de maneira que, seguindo a ordem do Ranking de Federações, os dois clubes de um mesmo estado mais bem posicionados no Ranking de Clubes fiquem posicionados em grupos diferentes, sempre que possível.

#### Potes para sorteio
| Pote 1                                                      | Pote 2                                                         | Pote 3                                                                                |
| ----------------------------------------------------------- | -------------------------------------------------------------- | ------------------------------------------------------------------------------------- |
| - Fortaleza (11º) - Bahia (12º) - Ceará (13º) - Sport (21º) | - CRB (28º) - Sampaio Corrêa (32°) - Náutico (38º) - ABC (47º) | - Campinense (72º) - Sergipe (90º) - Atlético de Alagoinhas (97º) - Fluminense-PI (—) |

### Grupo A
| Pos | Equipe                 | Pts | J | V | E | D | GP | GC | SG  | Classificado |
| --- | ---------------------- | --- | - | - | - | - | -- | -- | --- | ------------ |
| 1   | Sport                  | 19  | 8 | 6 | 1 | 1 | 19 | 5  | +14 | Fase final   |
| 2   | Fortaleza              | 18  | 8 | 6 | 0 | 2 | 15 | 5  | +10 | Fase final   |
| 3   | Ferroviário            | 13  | 8 | 3 | 4 | 1 | 15 | 11 | +4  | Fase final   |
| 4   | CRB                    | 13  | 8 | 3 | 4 | 1 | 7  | 7  | 0   | Fase final   |
| 5   | Sampaio Corrêa         | 9   | 8 | 2 | 3 | 3 | 7  | 11 | −4  |              |
| 6   | Atlético de Alagoinhas | 6   | 8 | 2 | 0 | 6 | 6  | 16 | −10 |              |
| 7   | Vitória                | 6   | 8 | 1 | 3 | 4 | 10 | 12 | −2  |              |
| 8   | Fluminense-PI          | 3   | 8 | 0 | 3 | 5 | 7  | 14 | −7  |              |

### Grupo B
| Pos | Equipe     | Pts | J | V | E | D | GP | GC | SG | Classificado |
| --- | ---------- | --- | - | - | - | - | -- | -- | -- | ------------ |
| 1   | Ceará      | 16  | 8 | 5 | 1 | 2 | 16 | 11 | +5 | Fase final   |
| 2   | ABC        | 14  | 8 | 4 | 2 | 2 | 13 | 6  | +7 | Fase final   |
| 3   | Náutico    | 13  | 8 | 4 | 1 | 3 | 12 | 11 | +1 | Fase final   |
| 4   | Sergipe    | 11  | 8 | 3 | 2 | 3 | 12 | 11 | +1 | Fase final   |
| 5   | Santa Cruz | 9   | 8 | 2 | 3 | 3 | 10 | 13 | −3 |              |
| 6   | Bahia      | 9   | 8 | 2 | 3 | 3 | 9  | 15 | −6 |              |
| 7   | Campinense | 8   | 8 | 2 | 2 | 4 | 8  | 12 | −4 |              |
| 8   | CSA        | 7   | 8 | 1 | 4 | 3 | 6  | 10 | −4 |              |

### Confrontos
| Vitória do mandante Vitória do visitante Empate | Em negrito os jogos "clássicos". |

## Fase final
Em itálico, os times que possuem o mando de campo no primeiro jogo ou jogo único do confronto e em negrito os times classificados.
|  | Quartas de final | Quartas de final |   |           | Semifinais       | Semifinais       |  |             | Final                   | Final                   | Final                   | Final                   |  |  |
|  | 25 a 26 de março | 25 a 26 de março |   |           | 29 e 30 de março | 29 e 30 de março |  |             | 19 de abril e 3 de maio | 19 de abril e 3 de maio | 19 de abril e 3 de maio | 19 de abril e 3 de maio |  |  |
|  |                  |                  |   |           |                  |                  |  |             |                         |                         |                         |                         |  |  |
|  | Fortaleza        | 4                |   |           |                  |                  |  |             |                         |                         |                         |                         |  |  |
|  | Ferroviário      | 0                |   |           |                  |                  |  |             |                         |                         |                         |                         |  |  |
|  | Ferroviário      | 0                |   | Fortaleza | 2                |                  |  |             |                         |                         |                         |                         |  |  |
|  |                  |                  |   | Fortaleza | 2                |                  |  |             |                         |                         |                         |                         |  |  |
|  |                  | Ceará            | 3 |           |                  |                  |  |             |                         |                         |                         |                         |  |  |
|  | Ceará            | Ceará            | 3 | 3         |                  |                  |  |             |                         |                         |                         |                         |  |  |
|  | Ceará            |                  |   | 3         |                  |                  |  |             |                         |                         |                         |                         |  |  |
|  | Sergipe          | 1                |   |           |                  |                  |  |             |                         |                         |                         |                         |  |  |
|  | Sergipe          | 1                |   |           |                  |                  |  | Ceará (pen) | 2                       | 0                       | 2 (4)                   |                         |  |  |
|  |                  |                  |   |           |                  |                  |  | Ceará (pen) | 2                       | 0                       | 2 (4)                   |                         |  |  |
|  |                  | Sport            | 1 | 1         | 2 (2)            |                  |  |             |                         |                         |                         |                         |  |  |
|  | Sport            | Sport            | 1 | 1         | 2 (2)            | 4                |  |             |                         |                         |                         |                         |  |  |
|  | Sport            |                  |   |           |                  | 4                |  |             |                         |                         |                         |                         |  |  |
|  | CRB              | 0                |   |           |                  |                  |  |             |                         |                         |                         |                         |  |  |
|  | CRB              | 0                |   | Sport     | 1                |                  |  |             |                         |                         |                         |                         |  |  |
|  |                  |                  |   | Sport     | 1                |                  |  |             |                         |                         |                         |                         |  |  |
|  |                  | ABC              | 0 |           |                  |                  |  |             |                         |                         |                         |                         |  |  |
|  | ABC              | ABC              | 0 | 3         |                  |                  |  |             |                         |                         |                         |                         |  |  |
|  | ABC              |                  |   | 3         |                  |                  |  |             |                         |                         |                         |                         |  |  |
|  | Náutico          | 1                |   |           |                  |                  |  |             |                         |                         |                         |                         |  |  |

## Premiação
| Campeão do Nordeste de 2023 |
| --------------------------- |
| Ceará Campeão (3.º título)  |

## Cotas de premiação

### Por campanha
Cada clube participante da Copa do Nordeste 2023 tem direito a uma cota de premiação, que depende de sua campanha e de sua posição no ranking da CBF.
Os valores a que cada clube tem direito são os que seguem:
- Eliminados na 1ª fase da Pré-Copa do Nordeste: R$ 120 mil
- Eliminados na 2ª fase da Pré-Copa do Nordeste: R$ 180 mil
- Participação
  - Cota 1 (Fortaleza, Bahia, Ceará e Sport): R$ 3,2 milhões
  - Cota 2 (Vitória, CRB, CSA, e Sampaio Corrêa): R$ 2,4 milhões
  - Cota 3 (Náutico, Santa Cruz, ABC e Ferroviário): R$ 1,9 milhão
  - Cota 4 (Campinense, Sergipe, Atlético de Alagoinhas e Fluminense-PI): R$ 1,2 milhão
- Campanha
  - Eliminados na Fase de Grupos: apenas o valor de participação
  - Classificação às Quartas de Final: R$ 500 mil
  - Classificação às Semifinais: R$ 700 mil
  - Vice-Campeão: R$ 1,3 milhão
  - Campeão: R$ 2 milhões

### Por clube
| Pos. | Clubes                 | Premiação |
| ---- | ---------------------- | --------- |
| 1    | Ceará                  | 6,4       |
| 2    | Sport                  | 5,7       |
| 3    | Fortaleza              | 4,4       |
| 4    | Bahia                  | 3,2       |
| 5    | ABC                    | 3,1       |
| 6    | CRB                    | 2,9       |
| 7    | CSA                    | 2,4       |
| 7    | Ferroviário            | 2,4       |
| 7    | Náutico                | 2,4       |
| 7    | Sampaio Corrêa         | 2,4       |
| 7    | Vitória                | 2,4       |
| 12   | Santa Cruz             | 1,9       |
| 13   | Sergipe                | 1,7       |
| 14   | Atlético de Alagoinhas | 1,2       |
| 14   | Campinense             | 1,2       |
| 14   | Fluminense-PI          | 1,2       |
| 17   | América de Natal       | 0,18      |
| 17   | Botafogo-PB            | 0,18      |
| 17   | Confiança              | 0,18      |
| 17   | Jacuipense             | 0,18      |
| 21   | Altos                  | 0,12      |
| 21   | ASA                    | 0,12      |
| 21   | Caucaia                | 0,12      |
| 21   | Cordino                | 0,12      |
| 21   | Moto Club              | 0,12      |
| 21   | Potiguar de Mossoró    | 0,12      |
| 21   | Retrô                  | 0,12      |
| 21   | Sousa                  | 0,12      |

## Classificação geral
A classificação geral dá prioridade ao time que avançou mais fases, e ao campeão, ainda que tenham menor pontuação.

## Público

### Maiores públicos
Esses são os dez maiores públicos pagantes da Copa do Nordeste de 2023:
| Nº | Público | Mandante  | Placar | Visitante   | Estádio             | Data            | Etapa     | Ref    |
| -- | ------- | --------- | ------ | ----------- | ------------------- | --------------- | --------- | ------ |
| 1  | 59 838  | Ceará     | 2–1    | Sport       | Arena Castelão      | 19 de abril     | Final     | [ 12 ] |
| 2  | 42 387  | Bahia     | 1–1    | Vitória     | Arena Fonte Nova    | 5 de março      | 6.ª       | [ 13 ] |
| 3  | 36 531  | Ceará     | 2–0    | Fortaleza   | Arena Castelão      | 5 de março      | 6.ª       | [ 14 ] |
| 4  | 31 929  | Fortaleza | 2–3    | Ceará       | Arena Castelão      | 29 de março     | Semifinal | [ 15 ] |
| 5  | 27 262  | Bahia     | 0–3    | Fortaleza   | Arena Fonte Nova    | 14 de fevereiro | 3.ª       | [ 16 ] |
| 6  | 24 821  | Bahia     | 2–2    | Ferroviário | Arena Fonte Nova    | 4 de fevereiro  | 2.ª       | [ 17 ] |
| 7  | 24 498  | Sport     | 1–0    | Ceará       | Ilha do Retiro      | 3 de maio       | Final     | [ 18 ] |
| 8  | 22 647  | Ceará     | 3–1    | Sergipe     | Arena Castelão      | 26 de março     | Quartas   | [ 19 ] |
| 9  | 20 938  | Sport     | 0–0    | Santa Cruz  | Arena de Pernambuco | 18 de março     | 4.ª       | [ 20 ] |
| 10 | 18 365  | Fortaleza | 4–0    | Ferroviário | Arena Castelão      | 25 de março     | Quartas   | [ 21 ] |

### Menores públicos
Esses são os dez menores públicos pagantes da Copa do Nordeste de 2023:
| Nº | Público | Mandante               | Placar | Visitante   | Estádio           | Data            | Etapa | Ref    |
| -- | ------- | ---------------------- | ------ | ----------- | ----------------- | --------------- | ----- | ------ |
| 1  | 64      | Campinense             | 2–1    | Vitória     | Amigão            | 22 de março     | 8.ª   | [ 22 ] |
| 2  | 86      | Fluminense-PI          | 1–1    | Bahia       | Lindolfo Monteiro | 15 de março     | 7.ª   | [ 23 ] |
| 3  | 114     | Fluminense-PI          | 1–2    | Campinense  | Lindolfo Monteiro | 18 de janeiro   | 4.ª   | [ 24 ] |
| 4  | 179     | Fluminense-PI          | 2–5    | Ceará       | Lindolfo Monteiro | 22 de fevereiro | 5.ª   | [ 25 ] |
| 5  | 199     | Fluminense-PI          | 0–0    | CSA         | Lindolfo Monteiro | 21 de janeiro   | 1.ª   | [ 26 ] |
| 6  | 294     | Atlético de Alagoinhas | 1–0    | CSA         | Carneirão         | 7 de março      | 7.ª   | [ 27 ] |
| 7  | 393     | Atlético de Alagoinhas | 2–1    | Campinense  | Carneirão         | 23 de fevereiro | 5.ª   | [ 28 ] |
| 8  | 603     | Campinense             | 2–3    | Ferroviário | Amigão            | 4 de março      | 6.ª   | [ 29 ] |
| 9  | 634     | Campinense             | 0–0    | CRB         | Amigão            | 14 de fevereiro | 3.ª   | [ 30 ] |
| 10 | 647     | Sampaio Corrêa         | 1–1    | CSA         | Castelão          | 22 de fevereiro | 5.ª   | [ 31 ] |

## Artilharia
| Gols | Jogador            | Equipe      |
| ---- | ------------------ | ----------- |
| 6    | Juan Martín Lucero | Fortaleza   |
| 6    | Luciano Juba       | Sport       |
| 5    | Erick              | Ceará       |
| 5    | Erick Pulga        | Ferroviário |
| 5    | Vágner Love        | Sport       |
| 4    | Ciel               | Ferroviário |
| 4    | Felipe Garcia      | ABC         |
| 4    | Thiago Galhardo    | Fortaleza   |